# Basisvoorziening Handhaving
Basisvoorziening Handhaving (BVH) is een incidentregistratiesysteem dat wordt gebruikt door de Nederlandse politie. Politiemedewerkers kunnen in dit systeem incidenten registreren, aangiftes  opnemen en strafdossiers opmaken. BVH is een product van de Nationale Politie.
BVH is gebaseerd op het oude politieregistratiesysteem Xpol en is op de desktopcomputer (ook) met de muis te bedienen. Het systeem wordt sinds eind 2009 door alle 26 regiokorpsen (nu Nationale politie) gebruikt.

## Kritiek
BVH was niet vrij van kritiek. Naar aanleiding van klachten van gebruikers werd in 2010 een zwartboek samengesteld en aangeboden aan de voorzitter van het Korpsbeheerdersberaad.
Nadere onderzoeken leerden onder andere dat het systeem een zeer lage kwaliteit heeft en slecht kan worden onderhouden, en dat de algehele architectuur zwak is.

## Nieuwe ontwikkelingen
Uit het 'aanvalsprogramma' van minister Ivo Opstelten is op te maken dat de administratieve last van de politie moet worden beperkt. Op termijn zal BVH vervangen worden door een ander, meer gebruiksvriendelijk, incidentregistratiesysteem. Eerder werd gesproken over een nieuwe Basisvoorziening Politie (BVP) en over Summ-I.T..
De politie heeft onder het Aanvalsprogramma een start gemaakt met de eigen bouw van een nieuw registratief politiesysteem: OPP (Operationeel Politie Proces). Sinds de stop van het Aanvalsprogramma in 2018 is een doorstart gemaakt onder het programma Vernieuwend Registreren. Het programma Vernieuwend Registreren gaat de registratieve operationele politiesystemen voor de handhaving en opsporing vervangen, verbeteren en/of vernieuwen. Dit onder de naam van RAPP (Registratie Applicatie Politie Processen). In maart 2021 is er een start gemaakt met de landelijke uitrol van dit systeem. 